# Asantapur, Sindgi
Asantapur là một làng thuộc tehsil Sindgi, huyện Bijapur, bang Karnataka, Ấn Độ.